# White Oak (Pennsilvània)
White Oak és una població dels Estats Units a l'estat de Pennsilvània. Segons el cens del 2000 tenia 8.437 habitants.

## Demografia
Segons el cens del 2000, White Oak tenia 8.437 habitants, 3.678 habitatges, i 2.390 famílies. La densitat de població era de 488,4 habitants per km².
Dels 3.678 habitatges en un 22,4% hi vivien nens de menys de 18 anys, en un 52,9% hi vivien parelles casades, en un 9,5% dones solteres, i en un 35% no eren unitats familiars. En el 31,6% dels habitatges hi vivien persones soles el 17,3% de les quals corresponia a persones de 65 anys o més que vivien soles. El nombre mitjà de persones vivint en cada habitatge era de 2,25 i el nombre mitjà de persones que vivien en cada família era de 2,84.
Per edats la població es repartia de la següent manera: un 17,8% tenia menys de 18 anys, un 7,7% entre 18 i 24, un 24,5% entre 25 i 44, un 26,1% de 45 a 60 i un 23,9% 65 anys o més.
L'edat mediana era de 45 anys. Per cada 100 dones de 18 o més anys hi havia 87,1 homes.
La renda mediana per habitatge era de 38.046 $ i la renda mediana per família de 47.019 $. Els homes tenien una renda mediana de 37.761 $ mentre que les dones 27.378 $. La renda per capita de la població era de 20.775 $. Entorn del 4% de les famílies i el 5,3% de la població estaven per davall del llindar de pobresa.

## Poblacions més properes
El següent diagrama mostra les poblacions més properes.